# Piet Zwiers
Pieter Roelof Zwiers (Meppel, 1 de agosto de 1907 - 23 de junho de 1965) foi um pintor holandês.
Ele viveu e trabalhou a maior parte de sua vida no Kop van Overijssel. Por exemplo, ele viveu por vários anos em Steenwijk e depois em Giethoorn. Este último lugar teve sua grande preferência por pintar temas. Inúmeras vezes ele imortalizou as pontes e os pontapés. Ele iria para a história como "o pintor de Giethoorn". Além disso, ele fez vários trabalhos inspirados em suas viagens à costa oeste da França. Ele também pintou naturezas-mortas e arranjos de flores.
Zwiers começou sua carreira como naturalista e impressionista e, posteriormente, tornou-se expressionista e, finalmente, voltou-se para o abstrato.
Ainda morando em Meppel, ele teve contato regular com, entre outros, os co-pintores Henk Broer, Stien Eelsingh, Klaas Smink e Albert Torie. Seu parceiro de vida era Geesje Mol. Nos anos cinquenta do século XX, com o pintor Eelsingh, ele dirigiu uma escola de pintura durante anos no Hopmanshuis em Zwolle.
Em 1947, ele, juntamente com vários outros pintores, foi autorizado a vir ao chá com a rainha Wilhelmina, onde suas obras foram discutidas.
Em Meppel, uma estrada foi nomeada após ele no distrito de Koedijkslanden: o Piet Zwierslaan. As obras de Piet Zwiers inspiraram o diretor de fotografia Bert Haanstratot a fazer o filme Fanfare (1958), gravado em Giethoorn.
O Museu Stedelijk em Zwolle apresentou uma retrospectiva de seu trabalho em 2007 (de 9 de maio a 1 de julho)
Aquarela:
Salgueiros Pollard
Pasto em Giethoorn
Tribunal com barco e rede de pesca
Vila francesa com cavalo e transporte em um mercado.
Óleo sobre tela:
Ponte em Giethoorn
Belterwieden com enguia
Tulipas florescendo
Procissão fúnebre em Giethoorn
Fazenda com árvores frutíferas floridas.